# Fotolitografia
Fotolitografia – proces pochodzący z technologii półprzewodnikowej polegający na odtworzeniu wzorów np. fotomasek na podłożu np. półprzewodnikowym. Celem wykonywania fotolitografii jest wykonanie jakiegoś rodzaju struktury o określonym wzorze. Zasada działania fotolitografii jest podobna do litografii w poligrafii.
Proces fotolitografii jest zazwyczaj wieloetapowy i składa się kolejno z:
1. Przygotowania powierzchni (odtłuszczenie i wygrzanie).
2. Nałożenia fotorezystu.
3. Wygrzewania warstwy fotorezystu (płytkę z nałożonym fotorezystem wygrzewa się przez pewien czas w suszarce lub na płycie grzewczej).
4. Naświetlenia (zwykle do płytki z fotorezystem przykładana jest fotomaska, przez którą naświetla się promieniowaniem ultrafioletowym fotorezyst). Jako źródła światła używa się zazwyczaj lampy rtęciowej (linia I – 365 nm) bądź lasera ekscymerowego.
5. Wywołania (w tym etapie następuje usunięcie części fotorezystu, w przypadku fotorezystu pozytywowego następuje usunięcie naświetlonych obszarów, w przypadku fotorezystu negatywowego – nienaświetlonej części, producenci fotorezystów dostarczają zazwyczaj wywoływacze, których pełny skład jest tajemnicą firmy, często jednak zawierają one NaOH).
6. Trawienia podłoża lub tworzenia dodatkowych warstw np. metalicznych czy tlenkowych (w miejscach, gdzie nie ma fotorezystu, podłoże zostaje wytrawione lub powstaje dodatkowa warstwa).
7. Usunięcia pozostałego fotorezystu z powierzchni płytki.

## Etapy procesu fotolitograficznego

### Przygotowanie podłoża i nakładanie fotorezystu
Przed nałożeniem fotorezystu wypolerowana płytka podłoża jest poddawana dokładnemu oczyszczaniu ze śladowych ilości związków organicznych (komora ozonowa, trawienie plazmowe) i nieorganicznych (trawienie plazmowe), w przypadku krzemu usuwana jest warstewka SiO2. Woda zaabsorbowana na powierzchni płytek jest usuwana przez wygrzewanie płytek w piecu lub napromieniowanie lampą IR. Technika ta nie pozwala jednak na całkowite pozbycie się grup –SiOH z powierzchni krzemu, który na powietrzu pokrywa się bardzo szybko warstwą tlenku i absorbuje wodę. Grupy silanolowe osłabiają wiązanie rezystu z podłożem, w związku z czym muszą zostać zablokowane na drodze chemicznej. W tym celu używa się tak zwanych promotorów adhezji. Jednym z nich jest heksametylodisilazan (HMDS), który ulega kondensacji z wolnymi grupami –OH i czyni podłoże bardziej hydrofobowym – lepiej zwilżanym przez słabo polarne rozpuszczalniki organiczne. Reakcję tę można przeprowadzać, stosując roztwór HMDS w rozpuszczalnikach organicznych, jak i znacznie efektywnej używając par HMDS w komorze podciśnieniowej (np. eksykatorze). Fotorezyst nanoszony jest najczęściej za pomocą techniki nazywanej z ang. spin-coating. Polega ona na nakropieniu dość stężonego roztworu polimeru na szybko obracającą się (kilka tys. RPM) płytkę podłoża. Równomierne rozprowadzenie rezystu jest możliwe dzięki działającym siłom odśrodkowym, nadmiar zostaje zwirowany poza krawędź płytki lub (częściowo) gromadzi się w postaci zgrubienia na jej obwodzie – poza obszarem istotnym dla fotolitografii. Aby powstałe zgrubienie nie przeszkadzało w dalszych procesach (np. naświetlaniu z maską), możliwe jest jego usunięcie jeszcze podczas wirowania na spin-coaterze bądź na drodze mechanicznej (za pomocą szpatułki), bądź też przez nakropienie na krawędź wirującej płytki rozpuszczalnika zmniejszającego lepkość fotorezystu (w przypadku fotorezystu SU-8 używa się np. cyklopentanonu). Dobierając odpowiednio parametry procesu i rodzaj rezystu, można otrzymywać warstwy o grubości od 0,5 μm do 1 mm. W przypadku cienkich warstw odchylenia grubości warstwy rezystu są rzędu 30 nm (udaje się nawet 1 nm). W przybliżeniu grubość warstwy jest odwrotnie proporcjonalna do pierwiastka prędkości wirowania i wprost proporcjonalna do lepkości roztworu, jednak warunki pokrywania są zazwyczaj optymalizowane doświadczalnie. Po zakończeniu wirowania płytkę ogrzewa się w celu odparowania nadmiaru rozpuszczalnika, wstępnego utwardzenia fotorezystu i poprawienia jego przyczepności do podłoża.

### Maski fotolitograficzne
Maska umożliwia wybiórcze naświetlenie wybranych obszarów fotorezystu. Aby to umożliwić, na masce znajduje się wzór składający się z obszarów nieprzepuszczalnych i przepuszczalnych (okna) dla promieniowania stosowanego przy naświetlaniu. Jedna maska może zostać użyta wielokrotnie, w związku z tym często istotna jest jej trwałość i sposób naświetlania (kontaktowe lub bezkontaktowe). Precyzja wykonania określa maksymalną rozdzielczość lub inaczej mówiąc rozmiar krytyczny, czyli najmniejszy możliwy do uzyskania rozmiar wzoru. Maski wykonuje się również metodami litograficznymi. W przypadku technik o niewysokiej rozdzielczości, np. wykorzystujących do naświetlania promieniowanie widzialne, można użyć stosunkowo taniej maski szklanej pokrytej emulsją fotograficzną lub nawet masek foliowych. Np. foliowy diapozytyw przygotowany na naświetlarce laserowej umożliwia naświetlania wzorów o wymiarach sięgających 20–50 mikrometrów. Znacznie droższe są maski chromowe. Wykonane są ze szkła borokrzemowego lub szkła kwarcowego, które jest pokryte warstwą chromu. Masek ze szkła borokrzemowego można używać w zakresie nadfioletu (do około 300 nm), a masek ze szkła kwarcowego aż do dalekiego nadfioletu (do około 160–170 nm). Czasem powierzchnia maski jest pokryta dodatkowymi powłokami jak np. powłoki przeciwodblaskowe lub warstwy przesuwające fazę światła (ang. phase shift mask). Rozdzielczość wzorów na takich maskach może sięgać dziesiątek-setek nanometrów. Niekoniecznie oznacza to, że możliwe będzie uzyskanie tej samej rozdzielczości na naświetlonej próbce. Wynika to między innymi ze sposobu naświetlania, grubości i rozdzielczości fotorezystu, rodzaju maski, długości fali światła itp.

### Rodzaje naświetlarek
Zadaniem naświetlarki, oprócz naświetlenia próbki, jest także zgranie wzoru maski z próbką lub wzorem na próbce. Proces ten jest nazywany centrowaniem. W nowoczesnych naświetlarkach może odbywać się w sposób automatyczny, w innym wypadku operator wykonuje centrowanie z pomocą mikroskopu.
Naświetlarki można podzielić na kilka grup ze względu na sposób naświetlania. Naświetlarki klasyczne naświetlają wzór w skali 1:1. Maska fotolitograficzna jest umieszczona bardzo blisko próbki lub znajduje się w kontakcie z powierzchnią próbki. Rozmiary krytyczne uzyskiwane w tych naświetlarkach wynoszą od 600 nm (kontakt próżniowy, głęboki nadfiolet, cienki fotorezyst wysokorozdzielczy) do kilku nanometrów w przypadku naświetlania z separację maski i próbki.
Drugim typem są naświetlarki projekcyjne (ang. stepper). Wzór maski jest rzutowany na powierzchnię próbki przez układ optyczny. Umożliwia to uzyskanie na próbce wzoru w skali np. 5:1. Rozmiar krytyczny w tym przypadku można określić następującym wzorem:
{\displaystyle \mathrm {CD} =k1{\frac {\lambda }{\mathrm {NA} }},}
gdzie:
CD – rozmiar krytyczny (ang. critical dimension),
{\displaystyle k1} – współczynnik związany z procesem,
{\displaystyle \lambda } – długość fali światła,
NA – apertura numeryczna.
Kolejną grupą są naświetlarki umożliwiające naświetlanie z plików cyfrowych. Najważniejszą jest tu litografia laserowa. Rozdzielczości uzyskiwane tą metodą są podobne do rozdzielczości uzyskiwanych w naświetlarkach klasycznych.
W tym miejscu warto wspomnieć także o elektronolitografii, która mimo że nie jest metodą wykorzystującą światło, ma bardzo duże znaczenie dla fotolitografii. Jest to główna metoda wykonywania wysokorozdzielczych masek fotolitograficznych. Wymiary krytyczne wzorów uzyskiwanych tą metodą sięgają pojedynczych nanometrów.

### Naświetlanie

#### Geometria układu naświetlającego
Na tym etapie krytyczne dla całej operacji jest prawidłowe centrowanie wzoru maski i powierzchni wytrawianej płytki, szczególnie istotne, gdy na płytce znajdują się już naniesione poprzednio elementy obwodu. Centrowanie odbywa się wzdłuż osi {\displaystyle x} i {\displaystyle y,} a także kontrolowana jest równoległość położenia maski w stosunku do podłoża. W przypadku układów doświadczalnych centrowanie wykonuje operator za pomocą mikroskopu optycznego, w układach produkcji masowej wykonuje je komputer automatycznie rozpoznający zaprogramowany wzór. Stosuje się trzy rodzaje naświetlania: stykowe, zbliżeniowe (ang. proximity) i projekcyjne.
W pierwszej metodzie maska bezpośrednio styka się z warstwą rezystu, co powoduje stosunkowo szybkie zużywanie się maski i naraża ja na zniszczenie np. przez cząsteczki pyłu. Stosując tę metodę, uzyskuje się rozdzielczość rzędu długości fali świetlnej (500 nm).
W drugiej metodzie maska utrzymywana jest w niewielkim oddaleniu od podłoża, co eliminuje wady pierwszej metody, konieczne jest jednak ustawienie maski równolegle do naświetlanej płytki, poza tym spada znacznie (ze względu na załamanie światła na krawędziach maski) rozdzielczość naświetlanego wzoru (kilka μm). Przewagą ostatniej metody jest możliwość rzutowania wzoru przez układ skupiający, a co za tym idzie pomniejszenie odwzorowywanych elementów. W zależności od apertury numerycznej używanego układu optycznego można uzyskać (stosując światło ultrafioletowe) rozdzielczość nawet 100 nm. Ceną tak wysokiej rozdzielczości jest jednak utrata głębi ostrości i brak zogniskowania wiązki na całej grubości fotorezystu, co skutkuje rozmyciem konturów pionowych naświetlanych elementów.
W przypadku techniki projekcyjnej stosuje się dwa główne typy układów naświetlających – tzw. steppery (od ang. scan-and-repeat) oraz skanery (ang. scanner). W pierwszym przypadku naświetlany jednocześnie jest cały obszar i zarówno maska, jak i podłoże, nie poruszają się względem siebie, dopóki nie zakończy się naświetlanie, po czym maska przenoszona jest nad nowe miejsce. Steppery wykorzystują optykę refrakcyjną i ze względu na dyspersję muszą korzystać z monochromatycznych źródeł światła. Skanery wykorzystują do naświetlania układ, w którym maska i płytka poruszają się w przeciwnych kierunkach, a światło rzutowane jest przez szczelinę ustawioną poprzecznie do kierunku ich ruchu. Intensywność naświetlania reguluje szerokość szczeliny i szybkość ruchu elementów układu. Pierwsze skanery wykorzystywały do ogniskowania układ zwierciadeł i polichromatyczne źródła światła. Obecnie stosuje się rozwiązania hybrydowe typu step-and-scan, które pozwalają na naświetlanie dużych płytek z rozdzielczością dochodzącą do 250 nm.

#### Promieniowanie wykorzystywane do naświetlania
Progiem miniaturyzacji naświetlanych wzorów są ograniczenia dyfrakcyjne wynikające z praw optyki. Rozdzielczość układu optycznego, czyli wielkość najmniejszego rozróżnialnego szczegółu, jest proporcjonalna do długości fali stosowanego światła {\displaystyle \lambda } i odwrotnie proporcjonalna do apertury numerycznej obiektywu NA. Wysiłki badaczy szły w kierunku poprawienia obu tych parametrów. Początkowo stosowane widzialne światło niebieskie (Hg-G 436 nm) zastąpiono ultrafioletem, korzystając z kolejnych pasm lampy rtęciowej (Hg-H 405 nm, Hg-I 365 nm) oraz laserów (250 nm i 193 nm). Eksperymentalnie stosuje się również tzw. EUV (13 nm ang. Extreme Ultraviolet) produkowane w synchrotronach oraz promieniowanie X. Badania te wymusiły dostosowanie układów optycznych do pracy w dalekim ultrafiolecie (stosuje się specjalne materiały nieabsorbujące UV) oraz spowodowały konieczność pracy w warunkach próżniowych ze względu na silną absorpcję dalekiego UV przez gazy atmosferyczne. Równolegle do prac nad źródłem promieniowania udoskonalano optykę, zwiększając aperturę z początkowych 0,1 NA do 1–1,4 NA (praca w olejku immersyjnym lub ultra czystej wodzie). Ciekawym efektem pojawiającym się w czasie naświetlania światłem monochromatycznym jest falisty przekrój poprzeczny wytrawianych kanałów. Zjawisko to jest związane z powstawaniem tzw. fal stojących powstających na skutek interferencji światła padającego i odbitego od podłoża (powstają obszary o niskiej i wysokiej amplitudzie E). Zapobieganie, szczególnie istotne przy fabrykacji bardzo małych wzorów, polega na pokrywaniu podłoża specjalną warstwą o wysokim współczynniku absorpcji, co osłabia odbicie.

#### Fotorezysty i wywoływacze
Naświetlenie powoduje wzrost (rezysty pozytywowe) lub spadek (rezysty negatywowe) rozpuszczalności fotorezystu powodowany zmianą jego struktury chemicznej. Przykładem często używanego rezystu pozytywowego jest mieszanina Nowolaku (żywica fenolowo-formaldehydowa) z diazochinonem (DNQ) pełniącym rolę inhibitora rozpuszczalności. Pasmo absorpcji DNQ leży w zakresie 300–450 nm i związane jest z przejściami {\displaystyle n{-}\pi ^{*}} i {\displaystyle \pi {-}\pi ^{*}.} Po naświetleniu gwałtownie wzrasta tempo rozpuszczania polimeru w roztworach zasad. Dawniej do trawienia używano NaOH, jednak ze względu na wysokie powinowactwo jonów sodu do SiO2 i innych powierzchni obecnie stosuje się roztwory czwartorzędowych wodorotlenków amoniowych. Innymi przykładami fotorezystów pozytywowych są poli(metyloakrylanmetylu) – tu po naświetleniu następuje monomeryzacja i uwalniane są grupy karboksylowe zwiększające rozpuszczalność w zasadach oraz aktywowane przez daleki ultrafiolet mieszanki zawierające polihydroksystyren. Przykładem fotorezystu negatywowego jest żywica epoksydowa o handlowej nazwie SU-8, ulegająca w trakcie naświetlania poprzecznemu usieciowaniu. Odrębną grupę stanowią fotorezysty wykorzystujące katalityczne działanie kwasów uwalnianych w czasie ekspozycji, tzw. wzmocnienie chemiczne pozwala na obniżenie intensywności światła. Naświetlanie polimerów wysokoenergetycznymi fotonami UV lub X może prowadzić nie tylko do wzbudzeń elektronowych, lecz także wybijania elektronów, które wtórnie aktywują fotorezyst. W skrajnym przypadku może dochodzić do wybijania elektronów z wewnętrznych powłok i generowania elektronów Augera, które mogą w niekontrolowany sposób degradować polimer.

### Dalsza obróbka i usuwanie rezystu
Po wywołaniu rezyst jest zazwyczaj utwardzany przez wygrzewanie. Stosując odpowiednie warunki, można nadtopić polimer, uzyskując pożądane nachylenie ścian obszarów niewytrawionych. Po tym procesie przystępuje się do właściwego etapu modyfikacji powierzchni, np. metalizacji, osadzania innego półprzewodnika, implementacji jonów, dalszego trawienia itp. Po zakończeniu warstwa rezystu jest usuwana za pomocą rozpuszczalników organicznych takich jak aceton, trichloroetylen, roztwory fenolu itp.

## Metody konkurencyjne wobec fotolitografii
- elektronolitografia
- rentgenolitografia
- litografia EUV